# Konrad Naumann

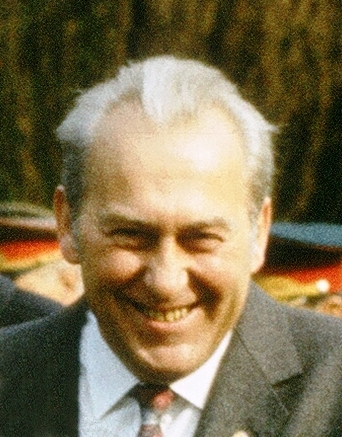
Konrad Naumann 1982 als 1. Sekretär der Berliner SED-Bezirksleitung

Konrad Naumann (* 25. November 1928 in Leipzig; † 25. Juli 1992 in Guayaquil oder Quito, Ecuador) war ein deutscher Politiker (SED). Naumann war von 1971 bis 1985 Erster Sekretär der SED-Bezirksleitung Berlin und von 1973 bis 1985 Mitglied des Politbüros des Zentralkomitees der SED. Er galt vor allem in der Kulturpolitik als Vertreter einer harten Linie. Naumann war eines der wenigen Politbüromitglieder in der Ära Honecker, die vor 1989 ihres Amtes enthoben wurden.

## Leben

### Politische Anfänge
Naumanns Vater war Berufssoldat und wurde nach dem Ende seiner Dienstzeit in der Reichswehr Steuerbeamter. Die fehlende „proletarische Herkunft“ war für Naumann zu Beginn seiner Funktionärslaufbahn in der FDJ und der SED ein Nachteil, den er, wie in Beurteilungen wiederholt vermerkt wurde, durch einen betont „proletarischen“ Habitus zu kompensieren versuchte. Naumann besuchte bis 1939 die Volksschule in Holzhausen, bis 1941 die Mittelschule in Engelsdorf und bis 1945 die Aufbauschule in Leipzig. 1939 wurde er Mitglied und Jungenschaftsführer des Jungvolkes. 1944 wurde er mit seiner Schulklasse als Flakhelfer eingezogen und Anfang 1945 in Bad Lausick eingesetzt. Kurz vor dem Einmarsch der amerikanischen Truppen desertierte er. Nach Kriegsende arbeitete Naumann einige Monate als Landarbeiter in Holzhausen und dann als Hilfsarbeiter im Braunkohlewerk Espenhain.
Naumann wurde als 17-Jähriger im November 1945 Mitglied der KPD und bereits Anfang 1946 für einen dreimonatigen Lehrgang auf die für die Schulung zukünftiger Funktionäre geschaffene Landesparteischule in Ottendorf geschickt. Anschließend war Naumann hauptamtlich bei der FDJ tätig. Im November 1947 übernahm er den Kreisvorsitz der FDJ in Leipzig. Im Mai 1948 wurde sein schneller Aufstieg vorübergehend unterbrochen, als er auf Betreiben des im SED-Kreissekretariat Leipzig für Jugendarbeit zuständigen Gerhard Röbel als FDJ-Kreisvorsitzender abgelöst wurde. Anlass war nach heutigem Kenntnisstand ein Trinkgelage Naumanns mit „Genossen aus Westdeutschland“ am Rande einer Aktivistenkonferenz in Leipzig. Naumann räumte später in Lebensläufen eine „Verfehlung“ seinerseits ein, verwies aber zugleich auf „politische Differenzen“ mit Röbel, der 1949 als „Trotzkist“ aus der SED ausgeschlossen wurde.
Naumann wurde, nachdem er einige Monate als Hilfsschlosser im Braunkohlewerk Hirschfelde gearbeitet hatte, nach Berlin geholt, wo er zwischen August 1948 und April 1949 als Instrukteur des Zentralrates der FDJ tätig war. Mit dem damaligen FDJ-Chef Erich Honecker verband Naumann seit dieser Zeit ein Vertrauensverhältnis. 1949 rückte Naumann als Sekretär für Arbeit und Soziales in den FDJ-Landesvorstand Mecklenburg auf. Im November 1950 wurde er mit dem Mandat der FDJ in den Landtag gewählt. Das Mandat legte er nieder, als er im Oktober 1951 zum Studium an die Komsomol-Hochschule nach Moskau ging. Nach seiner Rückkehr war Naumann bis 1957 als Erster Sekretär der FDJ-Bezirksleitung Frankfurt (Oder) tätig. Von 1952 bis 1967 war Naumann Mitglied des Zentralrates der FDJ, ab 1957 gehörte er dem Sekretariat des Zentralrates an (bis 1964). 1959 nahm Naumann als Leiter der DDR-Delegation an den VII. Weltfestspielen der Jugend und Studenten in Wien teil.
In den regelmäßigen Kaderbeurteilungen wurde Naumann als sehr intelligenter, engagierter und entscheidungsfreudiger Funktionär charakterisiert, wiederholt festgehalten wurden aber auch „Tendenzen der Überheblichkeit“ und Kritiklosigkeit „sich selbst gegenüber“.

### Politbüromitglied und Parteichef in Berlin

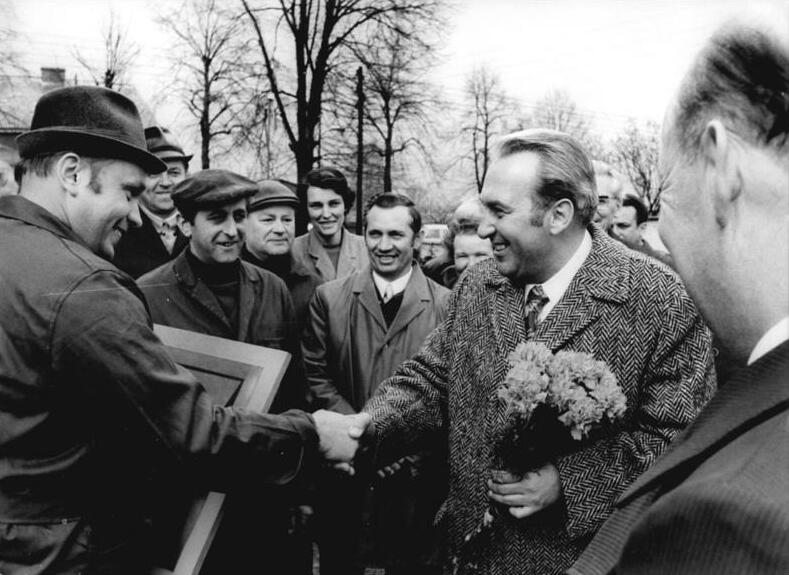
Konrad Naumann (mit Blumen) 1973 bei einem LPG-Besuch

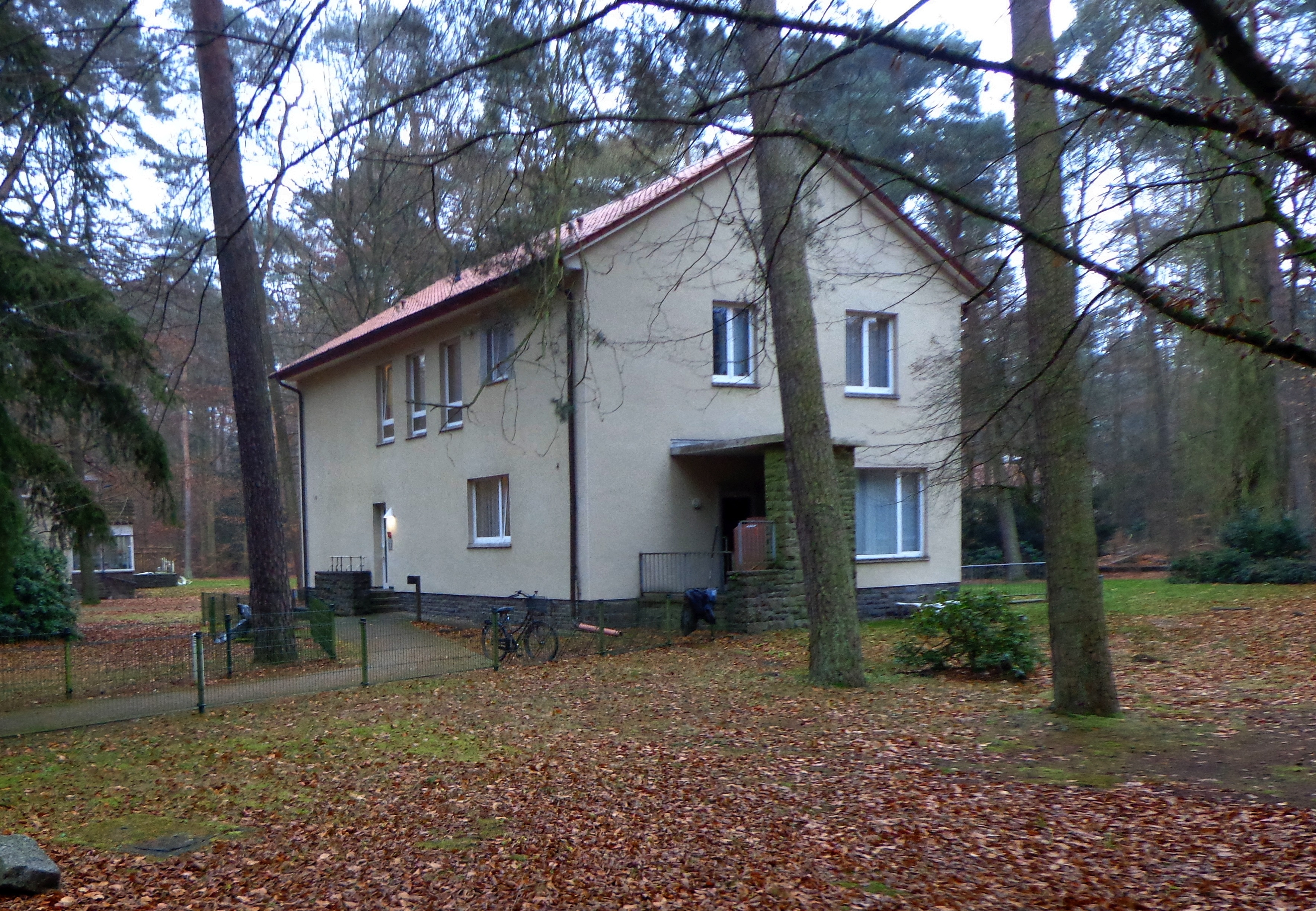
Waldsiedlung Wandlitz, das einst von Naumann sowie Georg Ewald bewohnte „Haus 16“

Naumann war seit dem VI. Parteitag der SED 1963 Kandidat und ab 1966 Vollmitglied des Zentralkomitees der SED. 1964 wechselte er mit der Berufung zum Zweiten Sekretär der Berliner SED-Bezirksleitung aus dem Apparat der FDJ in den der Partei. Bei dem für die Kulturpolitik der DDR wichtigen 11. Plenum des ZK der SED im Dezember 1965 profilierte sich Naumann unter anderem mit einem Angriff auf den Film „Das Kaninchen bin ich“, den er als Beispiel für „ideologische Verwilderung“ anführte. Auch nachdem Naumann im Mai 1971 Paul Verner als Erster Sekretär der SED-Bezirksleitung Berlin abgelöst hatte und 1973 als Kandidat ins Politbüro aufgerückt war, intervenierte er immer wieder auf dem Gebiet der Kulturpolitik. Naumann verstand sich dabei als Vertreter einer „proletarischen Linie“, als der er in Kunst und Kultur einen Klassenstandpunkt und Parteilichkeit einforderte.
Im Mai 1978 griff Naumann in einer Rede vor dem SED-Zentralkomitee jene Schriftsteller der DDR an, die ihre „Verbesserungsvorschläge für den realen Sozialismus“ auf dem Umweg über bürgerliche Medien in der Bundesrepublik „servieren“ und sich das auch noch gut bezahlen ließen. Der Beitrag, in dem erstmals seit langer Zeit wieder von „bürgerlichen Schriftstellern“ in der DDR die Rede war, wurde mit dieser Passage im Neuen Deutschland abgedruckt. Naumanns Bemerkungen führten zu erheblicher Unruhe im Schriftstellerverband. Der Schriftsteller Stephan Hermlin erhielt – mit Billigung von SED-Generalsekretär Honecker – die Möglichkeit, in seiner Rede vor dem wenig später stattfindenden Schriftstellerkongress mit scharfer Polemik gegen das Politbüromitglied Naumann zu reagieren. Der ungewöhnliche Vorgang zeigte allerdings auch, dass Naumanns Standpunkt nicht von allen Schriftstellern abgelehnt wurde; die Staatssicherheit registrierte Stimmen von Teilnehmern, die Hermlins Auftritt als den eines „aufgeblasenen Gockels“ und als „Unverschämtheit“ bezeichneten.
Als Politbüromitglied plädierte Naumann dafür, die vom zuständigen ZK-Sekretär Kurt Hager verteidigte Praxis der großzügigen Erteilung von Reisegenehmigungen für Künstler und Schriftsteller in die Bundesrepublik zu beenden. Im November 1980 setzte er sich damit zunächst durch; ein entsprechender Beschluss des Politbüros hätte „bis auf weiteres“ die vollständige Unterbindung von Gastspielen von DDR-Künstlern in der Bundesrepublik zur Folge gehabt. Hager gelang es schließlich durch Einwirkung auf Honecker, den Beschluss zu revidieren.

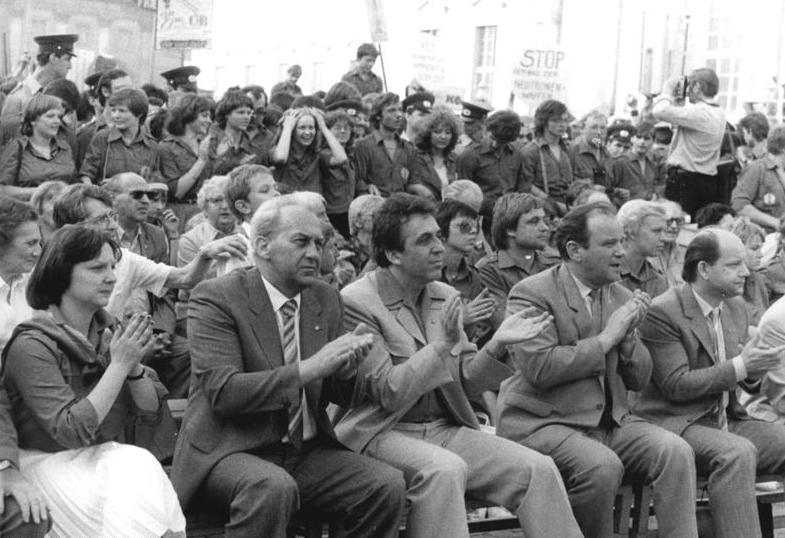
Konrad Naumann (erste Reihe, zweiter von links) neben Egon Krenz bei einer Friedenskundgebung auf dem Bebelplatz im Mai 1982

Während Naumann im hauptstädtischen Kulturbetrieb zum Teil regelrecht verhasst war, erfreute er sich bei der Berliner SED-Basis und in den häufig von ihm aufgesuchten Großbetrieben durchaus einer beachtlichen Popularität. „Konni“, der gerne feierte und trank, war spontan, konnte frei, überzeugend und ohne Phrasen reden. Anders als nahezu alle anderen Mitglieder des Politbüros suchte er regelmäßig den persönlichen Kontakt zu Arbeitern und zur Parteibasis.
Die seit seiner Absetzung zunächst in der Bundesrepublik kursierende Vermutung, dass Naumann sich in der ersten Hälfte der 80er Jahre als Nachfolger Honeckers in Stellung brachte und vom Generalsekretär als Konkurrent betrachtet wurde, wird in der neueren Forschung überwiegend mit Skepsis betrachtet. Der Historiker Andreas Malycha etwa hält diese Annahme für „nicht sehr überzeugend“. Bis zur abrupten Absetzung im November 1985 hatte Honecker keinerlei Maßnahmen gegen Naumann ergriffen, sondern ließ ihn im Gegenteil 1984 noch ins ZK-Sekretariat und in den Staatsrat aufrücken. Die Annahme, Naumann habe sich perspektivisch als Parteichef gesehen, stützt sich weitgehend auf Spekulationen und Hörensagen. Manfred Uschner etwa, ein im Februar 1989 auf Veranlassung Honeckers aus dem ZK-Apparat entlassener persönlicher Mitarbeiter des Politbüromitglieds Hermann Axen, behauptete nach dem Ende der DDR, ihm sei 1984 von einem Mitarbeiter Honeckers erzählt worden, dass Naumann „sich sehr stark gegen den Generalsekretär“ mache und ein solches „Hinterland“ hinter sich gesammelt habe, dass er an die Parteispitze gelangen könne. Naumanns Ex-Ehefrau Vera Oelschlegel legte 1991 die Ansicht, Naumann habe Generalsekretär werden wollen, ungenannten „engen Mitarbeitern“ Naumanns in den Mund. Belegbar ist allerdings lediglich, dass Naumann mit einzelnen zentralen Aspekten der SED-Politik unzufrieden war. Außerdem fühlte er sich offensichtlich aufgrund seines langjährigen Vertrauensverhältnisses zu Honecker sicher genug, um diese Kritik auch außerhalb der Parteigremien zu äußern.

### Die Rede vom 17. Oktober 1985
Im Oktober 1985 nahm Naumann die Einladung an, in der Akademie für Gesellschaftswissenschaften des ZK der SED intern und im kleineren Kreis (vor Professoren und Dozenten) eine Rede „über die Arbeit der Berliner Parteiorganisation zur Vorbereitung des XI. Parteitages der SED“ zu halten. Naumann hatte sich den Ruf erworben, bei solchen Gelegenheiten Probleme offen anzusprechen. Da der damals angefertigte Tonbandmitschnitt der Rede bis heute nicht aufgefunden wurde, sind nur Bruchstücke bekannt, die von Zuhörern, unter ihnen der Rektor der Akademie, Otto Reinhold, mitgeteilt wurden.
Demnach redete sich Naumann vor den Akademie-Mitarbeitern nach und nach in Rage und wich immer wieder vom vorbereiteten Manuskript ab. Zunächst stellte er fest, dass der Einfluss der SED insbesondere bei jüngeren Künstlern und Schriftstellern sehr gering sei. Die wachsenden Ansprüche der Arbeiter an die Kultur würden nicht befriedigt. Seine Zuhörer, zu denen er, anders als bei seinen Auftritten vor Arbeitern, keinen Draht fand, forderte er schließlich auf, „endlich einmal richtig zu arbeiten“ und nicht nur „Ansprüche zu stellen“. Als „Quintessenz“ hielt Reinhold in seinem Schreiben an Honecker fest: „Zumindest die Mehrzahl der Künstler und Schriftsteller sind im Grunde Dummköpfe, und so müsse man sie auch behandeln, leider geschieht das bei uns zu wenig.“ Naumann beklagte außerdem „zwei Linien in der Kulturpolitik“. Das war kaum anders zu verstehen denn als offener Angriff auf Kurt Hager, mit dem Naumann inzwischen tief verfeindet war. Naumann soll in diesem Zusammenhang kritisiert haben, dass der Kultur- und Wissenschaftsapparat des ZK, also Hagers Verantwortungsbereich, sich nur noch damit befasse, den Angehörigen der Intelligenz Häuser, Datschen und Auslandsreisen zu verschaffen. Die (von Joachim Herrmann verantwortete) Medienpolitik bestehe darin, die Massenmedien auf „Parteichinesisch“ festzulegen. Die Preispolitik (für die Günter Mittag verantwortlich war) widerspreche Arbeiterinteressen und den Beschlüssen des VIII. Parteitages von 1971. Die ökonomische Lage schilderte Naumann ohne Euphorie und sagte in diesem Zusammenhang: „Wenn ihr ein optimistischeres Bild haben wollt, müsst ihr dann besser das Neue Deutschland lesen.“

### Entlassung aus allen Funktionen
Nach diesem Auftritt geschah zunächst nichts. Keiner der Zuhörer informierte von sich aus die Parteiführung. Der „Fall Naumann“ kam erst ins Rollen, als Honecker am 29. Oktober 1985 bei einem Besuch in Ungarn vom dortigen Parteichef János Kádár auf die Bemerkungen Naumanns angesprochen wurde. Die ungarische Parteispitze war offenbar von ungarischen Zuhörern über Naumanns Auftritt informiert worden. Sofort nach seiner Rückkehr forderte Honecker Otto Reinhold auf, ihn über den Vorgang zu unterrichten. Reinhold tat das schriftlich am 31. Oktober.
Am 5. November informierte Honecker das Politbüro in Anwesenheit Naumanns über den Brief von Reinhold. Die Mitglieder des Führungsgremiums, denen Naumanns Selbstinszenierung in Berlin zum Teil schon seit längerer Zeit missfiel, äußerten in einer über zweistündigen Debatte reihum scharfe Kritik an seiner „Großtuerei“, den Saufgelagen und dem Umstand, dass er öffentlich den Eindruck erweckt hatte, die Parteiführung bilde keine „Einheit“. Nach Angaben von Vera Oelschlegel hatte Honecker Naumann vorab mit dem Brief Reinholds konfrontiert und ihn zu einer schriftlichen und mündlichen Stellungnahme aufgefordert. Er soll ihm auch nahegelegt haben, zu bekunden, dass er bei dem Auftritt betrunken gewesen sei. Naumann habe letzteres abgelehnt. Am 6. November bat Naumann wie von ihm verlangt in einem Schreiben an Honecker um seine Ablösung als Politbüromitglied, Sekretär des ZK und Parteichef von Berlin.
Zum Nachfolger Naumanns als Berliner SED-Bezirkschef wurde auf einen Vorschlag Honeckers hin, der für die anderen Mitglieder des Politbüros überraschend kam, Günter Schabowski ernannt, der als Chefredakteur des SED-Zentralorgans bereits Mitglied des Politbüros war. Der Öffentlichkeit und der Parteibasis wurde am 22. November 1985 mitgeteilt, Naumann habe aus gesundheitlichen Gründen um seine Ablösung gebeten, was weithin auf Unglauben stieß. Während die Staatssicherheit in Berlin vor allem bei Künstlern, Journalisten und Wissenschaftlern Erleichterung über den Abgang Naumanns registrierte, wurden unter Arbeitern auch Stimmen des Bedauerns festgestellt. Nur die Mitglieder des SED-Zentralkomitees erhielten beim 11. Plenum am 22. November 1985 von Werner Jarowinsky die vertrauliche Information, dass Naumanns Ablösung wegen seines als „parteischädigend“ bewerteten Verhaltens erfolgt sei.

### Letzte Jahre
Nach seinem Sturz wandte sich Naumann mehrmals in Briefen an Honecker, erkannte die Kritik des Politbüros an und sicherte der Parteiführung und Honecker persönlich seine Loyalität zu. Der Generalsekretär sorgte dafür, dass Naumann „weich“ fiel. Der ehemalige Berliner SED-Chef verlor zwar zahlreiche Privilegien und musste die Waldsiedlung Wandlitz verlassen, erhielt als Wohnsitz aber ein Wohnhaus in Berlin-Karlshorst zugewiesen, das zuvor als Gästehaus des Ministerrates genutzt worden war. Naumann bezog auch die für ausgeschiedene Mitglieder des Politbüros übliche hohe Ehrenpension. Ab Januar 1986 war Naumann als wissenschaftlicher Mitarbeiter der Staatlichen Archivverwaltung in Potsdam tätig. Die Arbeitsstelle verstand er als Bewährungsauflage; er hoffte, wie er Honecker signalisierte, früher oder später in eine Partei- oder Staatsfunktion zurückkehren zu können. Auch nach Honeckers Sturz und dem Ende der DDR meldete Naumann sich nicht mit öffentlicher Kritik am ehemaligen Generalsekretär zu Wort. Im April 1991 verließ er Deutschland und ging mit seiner Ehefrau Carmen nach Ecuador, wo sie an der Deutschen Schule in Guayaquil als Lehrerin arbeitete. Dort (nach anderen Angaben in Quito) starb Naumann im Juli 1992 an einem Herzinfarkt.
Honecker bezeichnete Naumann nach dessen Tod als „aufrechten und ehrlichen Genossen“; es habe sich als Fehler erwiesen, „ihn wegen seines Auftretens bei einigen Intellektuellen ablösen zu lassen“ und durch den „Verräter“ Schabowski zu ersetzen. Die Annahme, Honecker habe Naumann „aus machtpolitischen Erwägungen“ oder wegen anhaltender Kritik abgesetzt, wird in der neueren Forschungsliteratur überwiegend zurückgewiesen; grundsätzliche Meinungsverschiedenheiten zwischen Honecker und Naumann habe es nicht gegeben.

## Ehrungen
Naumann erhielt 1964 den Vaterländischen Verdienstorden in Silber und 1974 in Gold sowie 1978 den Karl-Marx-Orden.